# Myrmeleon amicus
Myrmeleon amicus är en insektsart som beskrevs av Hölzel och Ohm 1983. Myrmeleon amicus ingår i släktet Myrmeleon och familjen myrlejonsländor. Inga underarter finns listade i Catalogue of Life.